# Glushko (månekrater)
Glushko er et ungt nedslagskrater på Månen. Det befinder sig på Månens forside og er opkaldt efter den sovjetiske raketkonstruktør Valentin P. Glusjko ( 1908 – 1989).
Navnet blev officielt tildelt af den Internationale Astronomiske Union (IAU) i 1994. 
Før det blev omdøbt af IAU, hed dette krater Olbers A.

## Omgivelser
Glushkokrateret ligger forbundet med den vestlige rand af Olberskrateret.

## Karakteristika
Glushko har ret høj albedo og ligger i centrum af et tydeligt strålesystem, som udbreder sig over den omgivende overflade i alle retninger. Krateret har en skarp og tydelig profil, som i sammenhæng med dets høje albedo tyder på, at det er ret ungt.
Det har en lille ydre vold, og nedfaldet materiale danner hylder og volde langs de indre kratervægge. Mod nord og nordvest er der tre udadgående buler i kraterranden.